# Église Saint-François-d'Assise de Champagne-sur-Seine
L’église Saint-François-d’Assise est un édifice religieux catholique du XXe siècle situé à Champagne-sur-Seine, en France. Il est labellisé « Patrimoine du XXe siècle » et « Architecture contemporaine remarquable » depuis 2011.

## Situation et accès
L’édifice est située dans la rue Grande, dans le quartier Aubépine, au sud de Champagne-sur-Seine, entre la ligne de chemin de fer et la Seine. Plus largement, il se trouve dans le département de Seine-et-Marne, en région Île-de-France.

## Histoire
L’église Notre-Dame de Champagne-sur-Seine devient insuffisante avec une démographie en hausse : d’une part liée à l’implantation de l’usine Schneider, d’autre part avec l’immigration russe. La cérémonie de bénédiction de la première pierre est bénie le 30 mai 1964 par Jacques Ménager, évêque de Meaux, avec l’assistance des curés Jacquey de Baralle et Kroon.

## Structure
L’édifice est de plan carré. Elle est principalement constituée de béton et de meulière, sa charpente est de tuile. On y compte en outre 304 vitraux.

## Statut patrimonial et juridique
L’église fait l’objet d’une labellisation « Patrimoine du XXe siècle » depuis le 24 novembre 2011, en tant que propriété d’une association diocésaine. Il fait également l’objet d’une labellisation « Architecture contemporaine remarquable » depuis la même année.